# Асеманабад
Асеманаба́д (перс. اسمان اباد‎) — небольшой город на западе Ирана, в провинции Илам. Входит в состав шахрестана Ширван и Чердавель.
На 2006 год население составляло 5 899 человек.

## География
Город находится на севере Илама, в горной местности западного Загроса, на высоте 1231 метра над уровнем моря.
Асеманабад расположен на расстоянии приблизительно 25 километров к северу от Илама, административного центра провинции и на расстоянии 480 километров к юго-западу от Тегерана, столицы страны.